# Димитрије Филиповић
Димитрије Филиповић (9. марта 1818? — после 1932) био је први мушки суперстогодишњак у 20. веку. Филиповићева доб је верификована од стране Гинисове књиге рекорда али Геронтолошка истраживачка група (организација која се бави најстаријим људима на свету) не прихвата Филиповићеву доб као ваљану зато што Гинисова књига рекорда неко време није верификовала суперстогодишњаке на основу докумената.
У јулу 1928. године, Филиповић и његова супруга добили су медијску пажњу пошто су тврдили да су најдуговечнији брачни пар у Краљевини Југославији, а можда и у целом свету. Филиповић је тврдио да је имао више од 20 година када је Милош Обреновић абдицирао, 1839. године. Према попису становништва из 1863. године у селу Врбица је постојало три куће Филиповића и у једној кући се помиње Димитрије Филиповић који је тада имао око 20 година што би могло да значи да је Димитрије имао 20 година када је Милош Обреновић преминуо, а не када је абдицирао, што би значило да је Димитрије 1932. године славио 93. рођендан, а не 93. годишњицу брака.
Филиповић се последњи пут појавио у медијима у октубру 1932. године, у доби од 114 година (тврдио је да има 117), када су он и његова супруга тврдили да славе 93. годишњицу брака. Његова супруга, Живана, тврдила је да је у то време имала 115 година. Живели су у селу Врбица, у близини Аранђеловца, у Србији (тада Краљевина Југославија). Наводно су се венчали 1839. године у малом селу у близини Земуна. Филиповић никада није пушио цигарете, али би понекад попио чашу вина. Његов тачан датум смрти није познат.